# Список людей, які загинули під час сходження на Хідден-пік

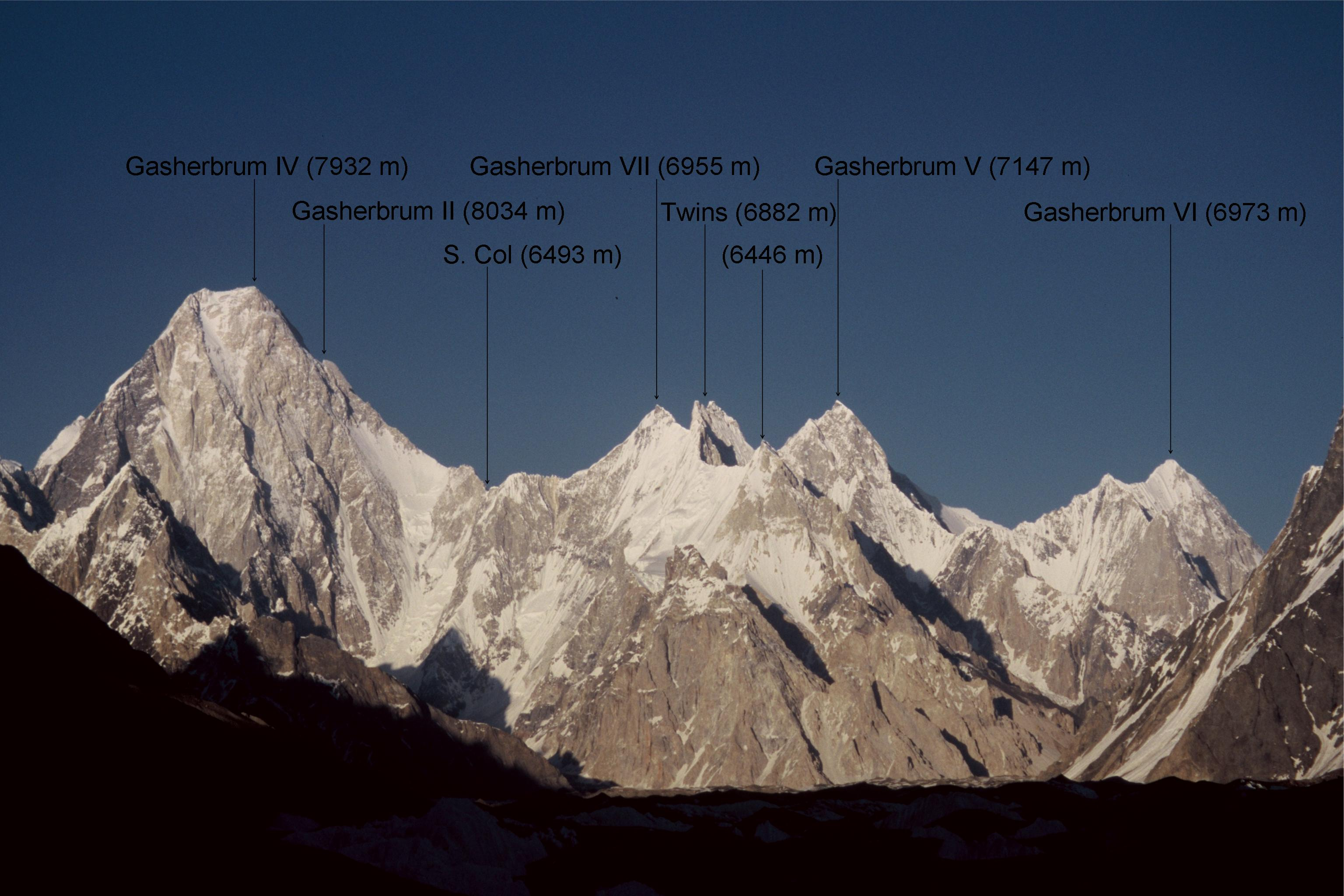
Погляд на групу вершин Гашербрум із заходу

Хі́дден-пік (також Гашербрум І, раніше К5) — гора у масиві Гашербрум у гірській системі Каракорум на кордоні Китаю і Пакистану. Одинадцята за висотою вершина світу. Перша назва К5 була дана, бо Хідден-пік була п'ятою дослідженою вершиною Каракоруму. Назву Хідден-пік дав британський дослідник Вільям Конвей у 1892 році через віддаленість гори.

## Список загиблих
| Дата             | Прізвище                  | Національність | Причини смерті                         | Посилання                 |
| ---------------- | ------------------------- | -------------- | -------------------------------------- | ------------------------- |
| 9 серпня 2013    | Zdenek Hruby              | Чехія          | Падіння                                | [ 1 ]                     |
| 22 липня 2013    | Xevi Gómez                | Іспанія        | Згинув                                 | [ 2 ]                     |
| 22 липня 2013    | Álvaro Paredes            | Іспанія        | Згинув                                 | [ 2 ]                     |
| 22 липня 2013    | Abel Alonso               | Іспанія        | Згинув                                 | [ 2 ]                     |
| 7 липня 2013     | Artur Hajzer              | Польща         | Падіння                                | [ 3 ] [ 4 ]               |
| 15 березня 2012  | Gerfried Göschl           | Австрія        | Згинув                                 | [ 5 ]                     |
| 15 березня 2012  | Cedric Hählen             | Швейцарія      | Згинув                                 | [ 5 ]                     |
| 15 березня 2012  | Nissar Hussain            | Пакистан       | Згинув                                 | [ 5 ]                     |
| 18 червня 2008   | Jean-Noel Urban           | Франція        | Падіння в розщелину                    | [ 6 ] [ 7 ] [ 8 ]         |
| 29 липня 2007    | Jiri Danek                | Чехія          | Падіння                                | [ 7 ] [ 8 ] [ 9 ]         |
| 5 серпня 2005    | Dawa Nurbu II             | Непал          | Падіння                                | [ 7 ] [ 8 ]               |
| 25 липня 2004    | Jose Antonio Anton        | Іспанія        | Падіння                                | [ 7 ] [ 8 ]               |
| 7 вересня 2003   | Mohammad Oraz             | Іран           | Травмований лавиною, помер у шпиталі   | [ 7 ] [ 8 ] [ 10 ]        |
| 15 липня 2003    | Володимир Пестріков       | Україна        | Каменепад                              | [ 7 ] [ 7 ] [ 8 ]         |
| 5 липня 2003     | Jose Manuel Buenaga       | Іспанія        | Згинув                                 | [ 7 ] [ 8 ]               |
| 5 липня 2003     | Nancy Noemi Silvestrini   | Аргентина      | Згинув                                 | [ 7 ] [ 8 ]               |
| 9 липня 2001     | Claudio Gálvez Santibañez | Чилі           | Падіння, після успішного сходження     | [ 7 ] [ 8 ] [ 11 ] [ 12 ] |
| 1 серпня 1998    | Yoshiumi Hayoshida        | Японія         | Лавина                                 | [ 7 ] [ 8 ]               |
| 1 серпня 1998    | Kasunori Kutama           | Японія         | Лавина                                 | [ 7 ] [ 8 ]               |
| 1 серпня 1998    | Kasutoshi Naito           | Японія         | Лавина                                 | [ 7 ] [ 8 ]               |
| 1 серпня 1998    | Takashi Watanabe          | Японія         | Лавина                                 | [ 7 ] [ 8 ]               |
| 17 липня 1996    | Manuel Alvarez            | Іспанія        | Падіння (між Табором III і Табором II) | [ 7 ] [ 8 ]               |
| 30 May 1993      | Paolo Bernascone          | Італія         | Лавина (нижче Табору I)                | [ 7 ] [ 8 ]               |
| 19 серпня 1990   | Josep Granyo              | Іспанія        | Згинув                                 | [ 7 ] [ 8 ]               |
| 19 серпня 1990   | Albert Ibanez             | Іспанія        | Згинув                                 | [ 7 ] [ 8 ]               |
| 12 липня 1989    | Dorje Tsindi              | Непал          | Падіння                                | [ 7 ] [ 8 ]               |
| 25 червня 1988   | Jorge Luis Brito          | Мексика        | Набряк легенів                         | [ 7 ] [ 8 ]               |
| 29 липня 1987    | Mohsin Ali                | Пакистан       | Лавина                                 |                           |
| 29 липня 1987    | Fakhar-ul-Islam           | Пакистан       | Лавина                                 |                           |
| 29 липня 1987    | Fayyaz Hussain            | Пакистан       | Лавина                                 |                           |
| 29 липня 1987    | Khalid Khan               | Пакистан       | Лавина                                 | [ 7 ] [ 8 ]               |
| 18 серпня 1986   | Andreas Bührer            | Швейцарія      | Падіння                                | [ 7 ] [ 8 ]               |
| 31 травня 1986   | Muhammad Ali Ghulam       | Пакистан       | Пневмонія                              | [ 7 ] [ 8 ]               |
| 9-10 червня 1977 | Drago Bregar              | Словенія       | Згинув                                 | [ 7 ] [ 8 ]               |

## Виноски
1. ↑  Everest K2 News ExplorersWeb – Czech Climber Zdenek Hruby Died on Gasherbrum I. Explorersweb.com. 10 серпня 2013. Процитовано 25 жовтня 2013.
2. 1 2 3  Missing Spanish climbers pronounced dead. AFP. 26 липня 2013
3. ↑  Wypadek na Gaszerbrum. Kaczkan potwierdził Wielickiemu: Hajzer nie żyje. sport.pl. 10 липня 2013
4. ↑  Adnan, Raheel (10 липня 2013). Artur Hajzer's Amazing Life. explorersweb.com.
5. 1 2 3  Se da definitivamente por desaparecidos a Göschl, Hählen y Hussain en el G1. Desnivel. Desnivel.com. Процитовано 9 липня 2012.
6. ↑  Everest K2 News Explorersweb – the pioneers checkpoint. Explorersweb.com. 20 червня 2008. Процитовано 9 липня 2012.
7. 1 2 3 4 5 6 7 8 9 10 11 12 13 14 15 16 17 18 19 20 21 22 23 24  Gasherbrum I. alpinismonline.com
8. 1 2 3 4 5 6 7 8 9 10 11 12 13 14 15 16 17 18 19 20 21 22 23  Fatalities – Gasherbrum I. Процитовано 17 липня 2013.
9. ↑  SummitPost: Hiking, Climbing and Mountaineering. summitpost.org
10. ↑  Everest Summiter Mohammad Oraz death/Iranian expedition. k2news.com. 2003
11. ↑  Update 8/3/2001: TOUCHING ARRIVAL OF MOUNTAIN CLIMBERS OF THE UNIVERSITY OF SANTIAGO CHILE. k2news.com
12. ↑  Montañista chileno muere en accidente en Pakistán. Emol.com. 12 липня 2001